# Furacão Isidore
O Furacão Isidore esteve ativo entre 14 a 27 de setembro de 2002 foi considerado de categoria 3 pela Escala de Furacões de Saffir-Simpson com ventos de 120 mph (190 km/h) afetando Cuba, Península de Iucatã e Luisiana (Estados Unidos).
Isidore chegou na Jamaica dia 17 de setembro ainda sendo um tempestade tropical somente dia 19 de setembro tornou-se um furacão com ventos de 100 mph indo em direção a ilha de Cuba. Dia 20 chegou ao Cabo Frances provocando algum estrago.
Doze horas depois de Cuba, o furacão chegou a Península de Yucatan alcançando a intensidade de 120 mph. Dia 26 chegou a Luisiana (Estados Unidos). Enfraqueceu a uma depressão tropical e com chuvas pesadas, chegou a Pensilvânia dia 27 de setembro e dissipou-se.
O Furacão Isidore deu um prejuízo de 350 milhões de dólares e provocou 7 mortes por onde passou.